# Bengaluru Open 2020
Il Bengaluru Open 2020 è stato un torneo maschile tennis professionistico. È stata la 4ª edizione del torneo, facente parte della categoria Challenger 125 nell'ambito dell'ATP Challenger Tour 2020, con un montepremi di 162 480 $. Si è giocato dal 10 al 16 febbraio 2020 sui campi in cemento dello KSLTA Stadium di Bangalore, in India.

## Partecipanti

### Teste di serie
| Nazionalità | Giocatore            | Ranking* | Testa di serie |
| ----------- | -------------------- | -------- | -------------- |
| Lituania    | Ričardas Berankis    | 73       | 1              |
| Italia      | Stefano Travaglia    | 82       | 2              |
| Giappone    | Yūichi Sugita        | 86       | 3              |
| Australia   | James Duckworth      | 96       | 4              |
| Rep. Ceca   | Jiří Veselý          | 107      | 5              |
| Russia      | Evgeny Donskoy       | 109      | 6              |
| India       | Prajnesh Gunneswaran | 122      | 7              |
| India       | Sumit Nagal          | 125      | 8              |
| Italia      | Thomas Fabbiano      | 134      | 9              |
| Cina        | Zhang Zhizhen        | 137      | 10             |
| Slovenia    | Blaž Rola            | 145      | 11             |
| Serbia      | Nikola Milojević     | 148      | 12             |
| Bielorussia | Ilya Ivashka         | 152      | 13             |
| Egitto      | Mohamed Safwat       | 157      | 14             |
| Belgio      | Kimmer Coppejans     | 162      | 15             |
| Rep. Ceca   | Lukáš Rosol          | 176      | 16             |
| India       | Ramkumar Ramanathan  | 182      | 17             |

- Ranking al 3 febbraio 2020.

### Other entrants[nonchiaro]
I seguenti giocatori hanno ricevuto una wild card per il tabellone principale:
- S D Prajwal Dev
- Arjun Kadhe
- Niki Kaliyanda Poonacha
- Adil Kalyanpur
- Suraj Prabodh

I seguenti giocatori sono entrati in tabellone come alternate:
- Sebastian Fanselow
- Manish Sureshkumar

I seguenti giocatori sono passati dalle qualificazioni:
- Anirudh Chandrasekar
- Abhinav Sanjeev Shanmugam

Il seguenti giocatore è entrato in tabellone come lucky loser:
- Rishi Reddy

## Punti e montepremi
| Torneo    | Torneo              | V      | F      | SF    | QF    | 3T    | 2T    | 1T   | Q | Q1 |
| Singolare | Punti               | 125    | 75     | 45    | 25    | 10    | 5     | 0    | 1 | 0  |
| Singolare | Premi in denaro ($) | 21 600 | 12 720 | 7 530 | 4 380 | 2 580 | 1 560 | 780  | – | –  |
| Doppio    | Punti               | 125    | 75     | 45    | 25    | –     | –     | 0    | – | –  |
| Doppio    | Premi in denaro ($) | 9 300  | 5 400  | 3 240 | 1 920 | –     | –     | 1080 | – | –  |

## Campioni

### Singolare
James Duckworth ha sconfitto in finale  Benjamin Bonzi con il punteggio di 6–4, 6–4.

### Doppio
Purav Raja /  Ramkumar Ramanathan hanno sconfitto in finale  Matthew Ebden /  Leander Paes con il punteggio di 6–0, 6–3.